# Niina Kelo
Niina Anneli Kelo  (Järvenpää, 26 maart 1980) is een Finse atlete, die gespecialiseerd is in de zevenkamp. Kelo vertegenwoordigde Finland op de Olympische Spelen van 2008. Ze eindigde als 22ste op de zevenkamp.
Kelo is de partner van speerwerper Tero Pitkämäki.

## Titels
- Fins kampioene kogelstoten - 2003, 2004, 2005
- Fins kampioene discuswerpen - 2005
- Fins indoorkampioene kogelstoten - 2001, 2002, 2003, 2004, 2005, 2006
- Fins indoorkampioene discuswerpen - 2004, 2005, 2006
- Fins indoorkampioene vijfkamp - 2004

## Persoonlijke records
Outdoor
| Onderdeel          | Prestatie | Wind (m/s) | Datum             | Plaats   |
| ------------------ | --------- | ---------- | ----------------- | -------- |
| 200 m              | 25,65     | +0,9       | 7 augustus 2006   | Göteborg |
| 800 m              | 2.18,92   |            | 8 augustus 2006   | Göteborg |
| 100 m horden       | 13,90     | +1,1       | 7 augustus 2006   | Göteborg |
| hoogspringen       | 1,72      |            | 1 juli 2000       | Oulu     |
| verspringen        | 5,99      | +1,0       | 8 augustus 2006   | Göteborg |
| hink-stap-springen | 13,31     | +0,9       | 2 juli 2003       | Lahti    |
| kogelstoten        | 15,19     |            | 1 augustus 2004   | Vaasa    |
| discuswerpen       | 54,44     |            | 2000              |          |
| speerwerpen        | 54,72     |            | 26 augustus 2012  | Lahti    |
| zevenkamp          | 5956      |            | 7/8 augustus 2006 | Göteborg |

Indoor
| Onderdeel          | Prestatie | Datum            | Plaats     |
| ------------------ | --------- | ---------------- | ---------- |
| 800 m              | 2.25,04   | 14 februari 2004 | Jyväskylä  |
| 60 m horden        | 8,50      | 15 februari 2003 | Helsinki   |
| hoogspringen       | 1,68      | 14 februari 2004 | Jyväskylä  |
| verspringen        | 5,83      | 19 februari 2006 | Mustasaari |
| hink-stap-springen | 13,31     | 23 februari 2003 | Kuortane   |
| kogelstoten        | 14,99     | 8 maart 2009     | Kuortane   |
| vijfkamp           | 4171      | 14 februari 2004 | Jyväskylä  |

## Palmares

### kogelstoten
- 2001:  Finse indoorkamp. - 13,60 m
- 2002:  Finse indoorkamp. - 14,50 m
- 2003:  Finse indoorkamp. - 14,38 m
- 2003:  Finse kamp. - 14,96 m
- 2004:  Finse indoorkamp. - 14,65 m
- 2004:  Finse kamp. - 15,19 m
- 2005:  Finse indoorkamp. - 14,82 m
- 2005:  Finse kamp. - 14,79 m
- 2006:  Finse indoorkamp. - 14,87 m

### discuswerpen
- 2001: 6e in kwal. EK U23 - 50,19 m
- 2004:  Finse indoorkamp. - 51,62 m
- 2005:  Finse indoorkamp. - 51,62 m
- 2005:  Finse kamp. - 51,06 m
- 2005: 8e in kwal. Universiade - 49,99 m
- 2006:  Finse indoorkamp. - 50,57 m

### vijfkamp
- 2004:  Finse indoorkamp. - 4171 p

### zevenkamp
- 2003: 13e Universiade - 5434 p
- 2006: 15e EK - 5956 p
- 2008: 22e OS - 5911 p
- 2012: 14e EK - 5692 p